# Henicus monstrosus
Henicus monstrosus is een rechtvleugelig insect uit de familie Anostostomatidae. De wetenschappelijke naam van deze soort is voor het eerst geldig gepubliceerd in 1803 door Herbst.